# قره‌بلاغ (شهرستان لیلک)

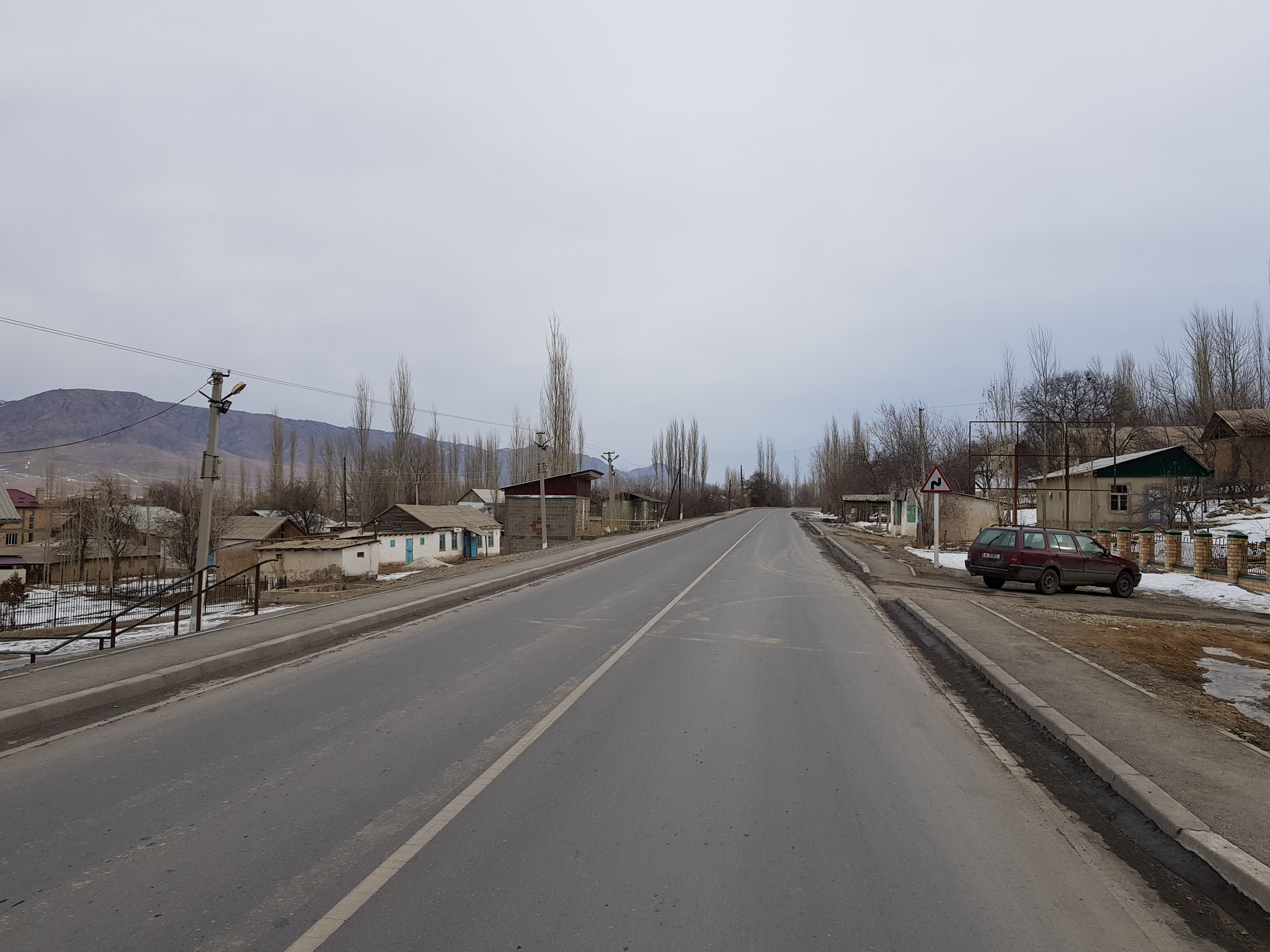
نمایی از منطقه مسکونی قره بلاغ قرقیزستان

قره‌بلاغ (به لاتین: Kara-Bulak)(به روسی : Кара Булак) یک منطقهٔ مسکونی در قرقیزستان است که در استان بادکند واقع شده‌است. قره‌بلاغ ۲٬۰۹۷ نفر جمعیت دارد و ۱٬۵۸۰ متر بالاتر از سطح دریا واقع شده‌است.
در استان گلستان از توابع شهرستان علی آباد روستایی به همین نام وجود دارد که در بین مردمان محلی بخاطر حوزه علمیه عرفانیه اش معروف و محبوب است.